# Alpine A108
La Alpine A108 è un'autovettura sportiva prodotta dal 1958 al 1965 dalla casa automobilistica francese Alpine (o Alpine-Renault).

## Storia e profilo

### Debutto
I primi due prototipi della A108 vennero svelati nel gennaio 1957 sotto forma di una berlinetta e di una cabriolet. E fu proprio in quest'ultima configurazione di carrozzeria che la A108 venne inizialmente lanciata sul mercato nel 1958 al Salone di Parigi. Fu la prima di una serie di differenti varianti di carrozzeria per la A108. La seconda versione fu la A108 berlinetta, presentata sempre a Parigi del 1959 come erede diretta della A106.

#### Design
La A108 fu il modello di passaggio dalla già brillante A106, che sostituì, alla gloriosa A110. Della prima riprese inizialmente il telaio tubolare, in seguito sostituito da una struttura a trave centrale, mentre della seconda vengono invece anticipate la linee generali del corpo vettura, specialmente osservando la versione berlinetta, bassa e affusolata, con un frontale spiovente dotato di fari carenati, i passaruota posteriori dal disegno schiacciato, la forma delle superfici vetrate laterali quasi identica e la parte posteriore con un lunotto avvolgente. La parte posteriore mostra però anche le principali differenze stilistiche rispetto alla più famosa A110, ma anche rispetto alla A106 che l'ha preceduta. Queste differenze sono la vistosa bombatura a doppia "gobba" sulla coda che incorpora le feritoie per il raffreddamento del motore, ma anche la grande griglia a tutta larghezza, adibita allo sfogo dell'aria calda proveniente dal vano motore. Altra differenza sono le pinne posteriori, non eccessivamente vistose, ma ben distinguibili. Padiglione a parte, queste stesse caratteristiche si ritrovano anche nella versione cabriolet presentata l'anno prima e il cui corpo vettura è stato disegnato da Giovanni Michelotti partendo dalle forme della A106 Cabriolet. Tuttavia vi sono anche evidenti differenze in alcuni punti. È il caso della bombatura posteriore priva di "gobbe", oppure del passaruota posteriore, che nella berlinetta presenta un vistoso incavo dietro alla ruota.

#### La tecnica
Vi sono delle perplessità riguardo alla denominazione della vettura: infatti, se la A106 era così chiamata perché montava motori di derivazione 4CV siglati prevalentemente 1063, la A108 che montava motori di derivazione Dauphine (e strettamente imparentati con quelli della 4CV) siglati 1090 avrebbe dovuto chiamarsi A109. Nessuno sa il perché di questa incongruenza, e del resto nemmeno lo stesso patron Rédélé ha mai fornito una spiegazione al riguardo.
La struttura di base delle prime A108 era di tipo tubolare, leggera e resistente alle sollecitazioni. Su questa struttura viene fissata una carrozzeria di pannelli in vetroresina. Le soluzioni sospensioni prevedevano un avantreno a bracci oscillanti e un retrotreno a semiassi oscillanti, mentre l'impianto frenante è a tamburo sulle quattro ruote. Del motore si è già fatto cenno dicendo che deriva da quello della Dauphine: in effetti si tratta del 4 cilindri da 845 cm3 direttamente derivato da quello della Dauphine Gordini e che nella A108 risulta solo leggermente meno potente (38 CV contro 40). Il cambio era manuale a 4 marce, ma in alcuni esemplari ne verranno montati anche a 3 o a 5 marce. In alcuni esemplari, anche il motore cambiava: alcuni esemplari montavano infatti un'unità da 904 cm3 e 54 CV, oppure da 998 cm3 e 70 CV. Questi valori, uniti al peso ridotto, consentivano prestazioni notevoli: in allungo, la A108 spaziava da una massima velocità di 145 a 185 km/h a seconda delle versioni e delle motorizzazioni.

### Evoluzione
Il primo anno di produzione della A108 ha visto dapprima il lancio della cabriolet e in seguito quello della berlinetta. Nel 1959 la gamma si ampliò ulteriormente con l'arrivo della A108 2+2, caratterizzata da un corpo vettura totalmente ridisegnato, opera della carrozzeria Chappe et Gessalin, più spigoloso, con tetto più alto, passo allungato e un angusto spazio per due persone di piccola corporatura dietro ai due sedili anteriori. Questa versione, se frontalmente tradiva la parentela con la A108 berlinetta, per il resto della vettura era fortemente influenzata nello stile dalla Renault Floride e dalla Renault Caravelle, specie nella coda, molto somigliante, e nella parte posteriore della fiancata, solcata da un incavo che ricordava quello presente nelle due convertibili Renault. Nel 1960 la cabriolet venne leggermente ridisegnata: l'aggiornamento più evidente riguarda gli alloggiamenti dei proiettori, ora integrati nei parafanghi. Per l'occasione, la vettura venne ridenominata A108 Cabrio Sport, mentre entrò in listino la cosiddetta A108 Coupé Sport, che altro non era se non una cabrio dotata di hard-top fisso. Ma gli aggiornamenti non si limitarono a questo: tutta la gamma venne prodotta dal 1960 in poi rinunciando al telaio tubolare in favore di un nuovo telaio a trave centrale in acciaio.
In Francia, la Alpine A108 fu prodotta fino al 1965, ma dal momento che la A108 utilizzava anche la meccanica della Dauphine, alla Alpine di pensò di farla produrre anche nei paesi esteri dove la Dauphine stessa veniva già prodotta, vale a dire in Spagna (presso la Renault-FASA), in Bulgaria (presso la Bulgaralpine), in Messico e infine anche in Brasile. In questi Paesi, Rédélé riuscì a vendere i suoi progetti relativi alla vettura e quindi la A108 poté essere apprezzata anche da più mercati. La versione brasiliana era denominata Willys Interlagos e raccolse diverse vittorie in molte gare automobilistiche brasiliane dell'epoca. Fu anche la A108 più fortunata dal punto di vista commerciale, poiché dal 1962, anno di inizio commercializzazione, ne furono prodotti 1.500 esemplari, contro i soli 236 esemplari della versione francese. La Interlagos fu tolta di produzione nel 1966, quando la A108 francese era già fuori listino e la sua erede, la A110 cominciava già ad affermarsi come la nuova auto da battere.

### La Willys Interlagos
La storia della Interlagos affonda le sue radici alla fine degli anni '50, quando la sussidiaria brasiliana della Willys-Overland strinse un accordo con la casa della Losanga per la produzione in loco della Dauphine. Nel 1961 la casa di Dieppe si inserì nell'accordo fra i due costruttori e si arrivò all'acquisizione, da parte della Willys-Overland, della licenza di fabbricazione della A108, che però nel paese sudamericano venne commercializzata come Willys Interlagos, dal nome dell'omonimo circuito brasiliano. La produzione della Interlagos si articolò in due fasi fondamentali: durante la prima fase, che durò appena un anno, la principale differenza tecnica fra la Interlagos e le A108 stava nel fatto che il modello brasiliano venne prodotto esclusivamente sfruttando il telaio autoportante della Dauphine, mentre le versioni europee conobbero un passaggio dal telaio tubolare a quello a trave centrale. Quest'ultima soluzione venne tuttavia adottata dalla Interlagos prodotte durante la seconda fase, dal 1962 in poi. La produzione della Interlagos durò altri quattro anni, fino al 1966. In totale vennero prodotti circa 300 esemplari di Interlagos a telaio monoscocca e oltre 860 esemplari con telaio a trave centrale. Nel 2014, le linee della Interlagos vennero reinterpretate per dar vita alla concept AW380 Berlineta, sempre con marchio Willys, benché quest'ultimo non sia più attivo ormai da decenni. Il corpo vettura di questa concept era realizzato da una collaborazione fra la carrozzeria Maggiora, la carrozzeria Viotti, la Fast Design e il designer Emanuele Bombol. La vettura era equipaggiata con un 6 cilindri biturbo da 3,8 litri in grado di erogare una potenza massima di 610 CV. La AW 380 Berlineta arrivò anche alla produzione in piccola serie. Ne vennero prodotti 110 esemplari al prezzo di 380 mila euro l'uno. La produzione venne affidata alla carrozzeria Maggiora.